# Lista de prêmios de cinema
Esta página é uma lista de prêmios de cinema, organizada por país. Para festivais, consulte também a lista de festivais de cinema.

## Alemanha
- Urso de Ouro

## Brasil
Grande Prêmio do Cinema Brasileiro (principal premiação)
Kikito - Festival de Gramado (2ª principal premiação)
Troféu Barroco - Mostra de Cinema de Tiradentes
Troféu Broto -  CAWCINE (Desde 2011)
Troféu Calunga - Cine PE - Festival do Audiovisual
Troféu Candango - Festival de Brasília
Coelho de Prata - MixBrasil
Troféu Eusélio Oliveira - Cine Ceará
Fest Cine Maringá
Troféu Glauber Rocha - Jornada Internacional de Cinema da Bahia
Troféu Menina de Ouro - Festival Paulínia de Cinema
Troféu Redentor - Festival do Rio
Premios da Mostra Internacional (São Paulo)
Troféu APCA - anteriormente APCT
Troféu Grife - antigo prêmio Grife de Cinema
Corvo de Gesso - Prêmio Cineclube Jacareí
Troféu Vento Norte - Santa Maria Vídeo e Cinema

## Canadá
Golden Maple
BRAFFTV (Brazilian Film Festival of Toronto) - Brazilian Film & Television Festival of Toronto - Festival de Cinema Brasileiro em Toronto

## Espanha
Prémios Goya

## Estados Unidos
Directors Guild of America
Eddie
Framboesa de Ouro
Globo de Ouro
Grammy
Independent Spirit Awards
MTV Movie Awards
Óscar
Producers Guild of America
Satellite Award
- Saturno
- Screen Actors Guild
- Sundance
- Teen Choice Awards
- Writers Guild of America
- Young Artist Awards
- Emmy
- Kids Choice Awards
- Imagine Awards
- Grace Awards
- Future Classic Awards
- Character an Morality in Entertainment Awards
- Spike Video Game Awards
- Black Reel Awards
- CFCA Awards
- Sierra Award
- Leopardo de Bronze
- Audience Awards
- Blimp Awards
- Image Award
- Best Ensemble Cast
- Hollywood Film Award
- Special Achievement Award
- PFCS Award
- Rising Star Award
- ShoWest Award
- Locarno International Film Festival
- Las Vegas Film Critics Society
- Relly Awards
- Irish Film and Television Awards

## França
- César
- Palma de Ouro
- Prêmio Patrick-Dewaere
- Prêmio Romy Schneider

## Hong Kong
- Asian Film Awards

## Itália
- David
- Leão de Ouro

## Japão
- Prêmios da Academia Japonesa de Cinema

## Portugal
- Fantasporto
- Prémios Áquila
- IndieLisboa
- Doc Lisboa
- Globos de Ouro
- Festroia (Golfinho de Ouro)
- Prémios Sophia
- GEEKS d'OURO
- MONSTRA

## Reino Unido
- BAFTA Films Awards